# Lycodapus endemoscotus
Lycodapus endemoscotus és una espècie de peix de la família dels zoàrcids i de l'ordre dels perciformes.

## Morfologia
- Els mascles poden assolir 12,4 cm de longitud total.[4][5]

## Hàbitat
És un peix marí i d'aigües profundes que viu fins als 2225 m de fondària.

## Distribució geogràfica
Es troba al Mar d'Okhotsk i des del Mar de Bering fins al Perú.

## Observacions
És inofensiu per als humans.